# Little Hudson Shower
„Little“ Hudson Shower  (* 6. September 1919 in Agiulla, Mississippi; † 22. März 2009 in Chicago, Illinois) war ein US-amerikanischer Blues-Gitarrist und Sänger.
Hudson Shower wuchs in Louise (Mississippi) auf; mit zwölf begann er Gitarre zu spielen. 1939 kam er nach Chicago, wo er ab 1946 in der dortigen Bluesszene bekannt wurde. Stilistisch orientierte er sich an Vorbildern wie Big Bill Broonzy, Big Maceo Merriweather und Tampa Red; 1950 gründete er eine erste eigene Band, The Red Devil Trio und spielte mit dem Pianisten Henry Gray. Seinem Trio gehörten bei Aufnahmen für Chance und J.O.B. Records der Pianist Lazy Bill Lucas und der Schlagzeuger James Bannister an. Sein populärstes Stück war der Jump Blues „Shake It Baby“. In den Clubs der Stadt, wie dem 830 Mambo Club (850 East 43rd) oder der Hob-Nob Lounge (5200 Wentworth) trat er darauf 1955 als Little Hudson & His 'Shake It Baby' Red Devil Trio auf. Ein weiterer bekannter Song von ihm war „I'm Looking for a Woman“. 1957 spielte in seiner Band der Schlagzeuger Willie „Big Eyes“ Smith. 1958 nahm Hudson mit seiner Band eine Single für einen Radio-Werbespot auf, „No Money Down“, mit dem ein Plattengeschäft beworben wurde. Anfang der 1960er Jahre trat er weiterhin regelmäßig in den Clubs auf, wie 1963 im Fickle Pickle; 1964 zog er sich aus dem Musikgeschäft zurück.